# Trakostyán vára
Trakostyán vára (horvátul: Dvorac Trakošćan) a Draskovich család ősi fészke a Horvát Zagorjén. Horvátország egyik leglátványosabb vára.

## Fekvése
Korponától 23 km-re északkeletre, Varasdtól 40 km-re délnyugatra, a a Horvát Zagorje hegyei között 286 méteres magasságban található. A Macelj, a Ravna Gora és a Strahincica hegyei között fekszik. A várkastély egy kúp formájú dombra épült, melyet gazdag növényzetű park és egy tó vesz körül.

## Története
A 13. században, mint megfigyelő erőd a zagorjei grófság védelme érdekében készült. Az első századokban Trakostyánt és környékét egy számunkra ismeretlen főúri család birtokolta. Először 1394-ben említik, amikor Cillei Hermann kapta adományul. A vár az északnyugat-horvátországi várrendszer része és a középkorban a Ptuj felől Bednja völgyében haladó utat tartotta szemmel. 1456-ig, a család kihalásáig, a Cilleiek birtoka. E nemzetiség kihalása után Trakostyán is osztozott a többi vár és birtok sorsában. Birtokaik feloszlottak, többszörösen gazdát cseréltek. A vár először Vitovec János hadvezéré, majd Corvin Jánosé lett, aki Gyulay Jánosnak adta. A Gyulayak három nemzedéken át birtokolták és sokat építettek is rajta, de 1566-ban kihaltak és a birtok a császárra szállt. I. Miksa császár szolgálataiért Draskovich Györgynek, horvát bánnak adta. Ezt követően a Draskovichok többször átépítették.
Ekkor emelték a nyugati bástyát, mely már alkalmas volt az erődítmény ágyúkkal és tűzfegyverekkel való hatékony védelmére is. Az itt elhelyezett címer és a felirat bizonyítják, hogy Draskovich II. János és Péter 1592-ben építtették. A várkastély, mint arról egy 1667-ből származó rajz is tanúskodik már ekkor megkapta napjainkig megőrzött formáját. Amikor azonban a család többi zagorjei birtokai virágzásnak indultak a Draskovichok 18. században elhagyták és a vár enyészetnek indult. Ezután már főként csak katonaság tartózkodott benne. A 19. század közepén a főúri családok egy részében újra divatba jött a romantika, a családi hagyományok felélesztése és a régi épületek felújítása. Ekkor 1840 és 1862 között Draskovich V. György a várat romantikus várkastéllyá építtette át és köréje díszes parkot építtetett. 1944-ben a család Ausztriába menekült és a várkastély állami tulajdon lett. 1953-ban állandó kiállítás nyílt benne.

## A vár mai állapota
A kastély mai formája a 19. század közepén alakult ki, miután a már romos középkori várat felújították. Trakostyán vára a 19. század közepére már annyira lepusztult, hogy többé már nem lehetett kényelmesen lakni, ezért akkori tulajdonosa, gróf Draskovich VI. György altábornagy 1853-ban nekilátott az ősi vár felújításához és lakókastéllyá való átalakításához. A munkálatok három éven át folytak, a felújításról egy kőtábla is tanúskodik, amit a főkapu udvar felőli homlokzatába építettek be. A felújításhoz a pénzt a klenovniki kastély, a csalineci birtok és a varasdi palota eladásával teremtette meg. A kastélyt neogótikus stílusban újították fel egy akkor még ismeretlen grazi építész tervei alapján.

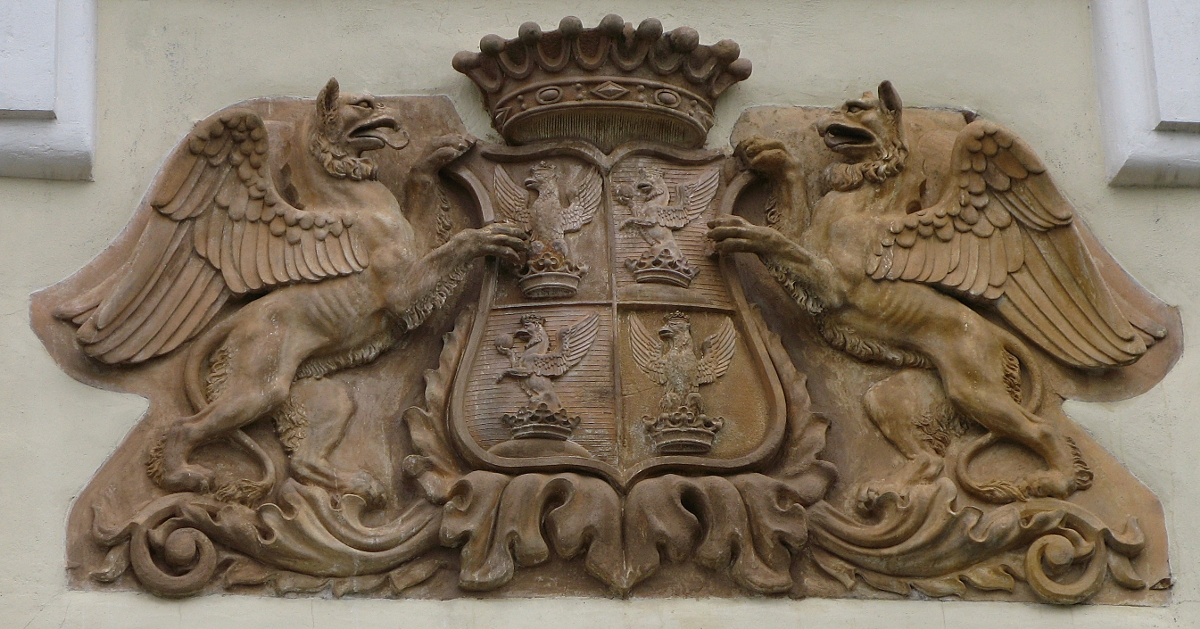
A Draskovich család címere

A kastélyon kihangsúlyozták az erődítési jelleget, a négyzetes lakótornyot és a hengeres bástyákat a 16. századi, a lakó- és a gazdasági épületeket pedig a 17. és 18. században divatos formában építették át. Az északnyugati homlokzaton egy bejárati helyiséget alakítottak ki. Ide helyezték el a főlépcsőházat. Magas palástfalakat és egy reprezentatív, gótikus, felvonóhidas kaputornyot is építettek. Az ablakokat hatalmas, színes üvegezésű ablakokra cserélték ki. A déli meredek oldalra egy magas és hosszú támfalat építettek, terasszal és egy kis kerttel. A kastély összes védőműve jellegzetesen fogazott falkoronát és teraszt kapott. A kastély körül egy történeti kertet rendeztek be, egy új csigavonalban haladó utat építettek a kastélyig, valamint egy tavat is kialakítottak. A vár ekkor kialakított képe lényegében a mai napig sem változott.
A felújításkor a kastély belseje is neogótikus jelleget kapott. Az akkori berendezés legnagyobb része szerencsés módon fennmaradt. A bútorzatnak neogótikus, neoreneszánsz és neobarokk jellegzetességei vannak. A földszinten helyezkednek el a reprezentatív helyiségek, a lovagterem, a vadászterem és a könyvtár. Az első emeleten alakították ki tulajdonos lakóhelyiségeit az étkezővel, a hálószobákkal és a szalonokkal, míg a második emelet inkább a vendégek elhelyezésére szolgált. A földszinten a kicsiny ciszternás udvar mellett található a konyha és az élelmiszerkamrák. A kastély 19. század közepi felújítása után alakították ki a történeti kertet. A park máig eredeti állapotában maradt fenn, de az akkor kialakított részletek és a későbbi ültetések az elvaduló vegetáció miatt részben eltűntek.
A parknál valamivel feljebb helyezkedik el a Szent János kastélykápolna, melyet valószínűleg a kastéllyal együtt a 17. században építettek. A kápolnát ugyancsak neogótikus stílusban újították fel. Berendezése barokk-klasszicista stílusú. A várkastély látványát tovább emeli az alatta kialakított festői tó, mely mintegy 23 hektárnyi területen terül el. A tavat ugyancsak a kastély romantikus felújításának keretében alakították ki. Vizét több patak táplálja, közülük a legnagyobb a Cemernica patak. A tó nemcsak a park dísze, hanem halastó is, melynek gazdasági haszna is van. A várkastély környékének legnagyobb részét erdők borítják, de jelentős területű mezők, valamint a vizes-mocsaras területek is vannak. Az erdőket túlnyomó részben kocsányos tölgy-, gyertyán-, tölgy- és szelídgesztenyefák alkotják. A magasabban fekvő területeken hegyi bükkerdők és fenyőerdők vannak. A mocsaras területeken fűzfák és égerek találhatók.

## Galéria
- A vár látképe
- A látogatói bejárat
- A kastély bejárata
- A ciszterna
- Az egyik bástya
- A központi torony
- A vadászterem
- Az egyik szalon
- Az értékes bútorzat
- A lovagterem
- Festmény a kastélyból
- A kastélypark részlete